# IC 270
IC 270 ist eine cD-Galaxie vom Hubble-Typ E/S0 im Sternbild Eridanus am Südsternhimmel. Sie ist schätzungsweise 389 Millionen Lichtjahre von der Milchstraße entfernt und hat einen Durchmesser von etwa 195.000 Lichtjahren.
Im selben Himmelsareal befinden sich u. a. die Galaxien NGC 1158, IC 268, IC 269, IC 272.
Die Typ-Ia-Supernova SN 2004go wurde hier beobachtet.
Das Objekt wurde am 1. Dezember 1891 vom französischen Astronomen Stéphane Javelle entdeckt.